# Кусачки для ногтей
Книпсеры — один из инструментов ухода за ногтями: маникюра и педикюра
Популярное ошибочное название — щипчики для ногтей: на самом деле это кусачки.
Благодаря безопасности и возможности аккуратно обрезать ногти, не прибегая к услугам косметических салонов, книпсеры используются наряду с ножницами. Использовать книпсеры вместо ножниц, как правило, рекомендуют при уходе за ногтями детей, особенно новорождённых.
Аналогичный инструмент, кусачки для ногтей, был изобретён французским фабрикантом Матье Мартеном в 1892 году.